# Federico Castellanos
Federico Castellanos, vollständiger Name Claudio Federico Castellanos García, (* 15. Dezember 1992 in Maldonado) ist ein uruguayischer Fußballspieler.

## Karriere
Offensivakteur Castellanos steht mindestens seit der Saison 2013/14 beim seinerzeitigen Zweitligisten Club Atlético Atenas im Kader. Beim Verein aus San Carlos absolvierte in jener Spielzeit 2013/14 neun Spiele in der Segunda División. Dabei erzielte er ein Tor. Am Saisonende stieg sein Verein in die höchste uruguayische Spielklasse auf. In der Saison 2014/15 wurde er 17-mal (ein Tor) in der Primera División eingesetzt, konnte mit dem Verein den unmittelbaren Wiederabstieg aber nicht verhindern. Während der Zweitligaspielzeit 2015/16 bestritt er 18 Ligaspiele (fünf Tore). Nach sechs Toren bei elf Einsätzen in der Saison 2016 wechselte er im Januar 2017 zum Erstligisten Plaza Colonia.